# Eileen Guová
Eileen Guová (* 3. září 2003 San Francisco) je čínská akrobatická lyžařka narozená ve Spojených státech. Na olympijských hrách v Pekingu roku 2022 získala tři medaile. Vyhrála závody v big airu a na U-rampě, navíc skončila druhá ve slopestylu. Stala se tak v osmnácti letech nejmladší olympijskou vítězkou v akrobatickém lyžování. Rok předtím brala dva tituly mistryně světa, v slopestylu a na U-rampě. V slopestylu dvakrát vyhrála X Games. 
Nejprve reprezentovala rodné Spojené státy a v roce 2019 začala reprezentovat Čínu, neboť její matka byla Číňanka, jakožto dcera imigrantů z Číny. Otec je Američan. Ke změně vlasti se rozhodla proto, aby „inspirovala miliony mladých lidí v Číně“.
V Číně vystupuje pod jménem Ku Aj-ling, přičemž Aj-ling značí „milovnice ledu“. Živí se též jako modelka, objevila se v kampaních řady velkých firem, jako jsou Gucci, Tiffany & Co. nebo Louis Vuitton. Protestovala proti protičínským náladám souvisejícím s pandemií covidu-19, podporuje černošské hnutí Black Lives Matters a „genderovou rovnost“.
V roce 2023 získala cenu Laureus v kategorii akčních sportovců.